# Hribi (gmina Sežana)
Hribi – wieś w Słowenii, w gminie Sežana. W 2018 roku liczyła 7 mieszkańców.